# Wilhelm Gail (Fabrikant)
Karl Wilhelm Ferdinand Gail (* 17. März 1854 in Gießen; † 25. Februar 1925 ebenda) war ein deutscher Fabrikant und Landtagsabgeordneter.

## Leben
Wilhelm Gail war der Enkel des Gründers der Gail’schen Zigarrenfabrik Georg Philipp Gail sowie Sohn des Gießener Tabakfabrikanten und Landtagsabgeordneten Georg Karl Gail.
Wilhelm Gail besuchte bis 1866 das Gymnasium in Gießen und danach die Realschule in Rheydt. Anschließend machte er eine kaufmännische Lehre im väterlichen Unternehmen. 1874 leistete er Militärdienst. Wilhelm Gail absolvierte 1876/77 und 1883 Reisen in die USA. Während seiner zweiten USA-Reise heiratete er 1883 in Chicago Minna Gail, geborene Mahla (1860–1898).
1882 trat Wilhelm Gail als Teilhaber in die väterliche Firma ein und wurde 1885 Alleininhaber. Unter ihm erreichte die Entwicklung der ererbten Zigarrenfabrik ihren Höhepunkt. Die Geschichte der Zigarrenfabrik in dieser Zeit ist im Artikel zur Gail’schen Zigarrenfabrik beschrieben. 1891 gründete Wilhelm Gail die Firma „Gail’sche Dampfziegelei und Thonwaarenfabrik“, die sich schnell zu einem führenden Keramikunternehmen entwickelte.
Wilhelm Gail war von 1887 bis 1898 Mitglied der Handelskammer Gießen. 1892 wurde er mit dem Titel Kommerzienrat geehrt. 1906 wurde ihm das Ritterkreuz I. Klasse des Verdienstordens Philipps des Großmütigen, 1912 das Komturkreuz II. Klasse des Verdienstordens Philipps des Großmütigen verliehen. 1907 wurde er vom Hessischen Großherzog Ernst Ludwig zum lebenslangen Mitglied der Ersten Kammer der Landstände des Großherzogtums Hessen ernannt. Im Jahr 1909 erhielt Wilhelm Gail die Auszeichnung Großherzoglich Hessischer Geheimer Kommerzienrat. 1912 wurde er Ehrendoktor der Universität Gießen. Mit der Novemberrevolution 1918 endete sein Landtagsmandat.
1904 heiratete Wilhelm Gail in zweiter Ehe Antonie Schirmer-Knorr (1864–1927), Witwe des Georg Schirmer, und Tochter des Richters Ludwig Knorr. Wilhelm Gail starb im Februar 1925. Beigesetzt wurde er im Grabmal der Familie Gail-Mahla, das sich auf dem Gießener Alten Friedhof befindet.
Nach dem Tod von Wilhelm Gail übernahm sein Sohn Dr. Georg Gail das Familienunternehmen.

## Bilder

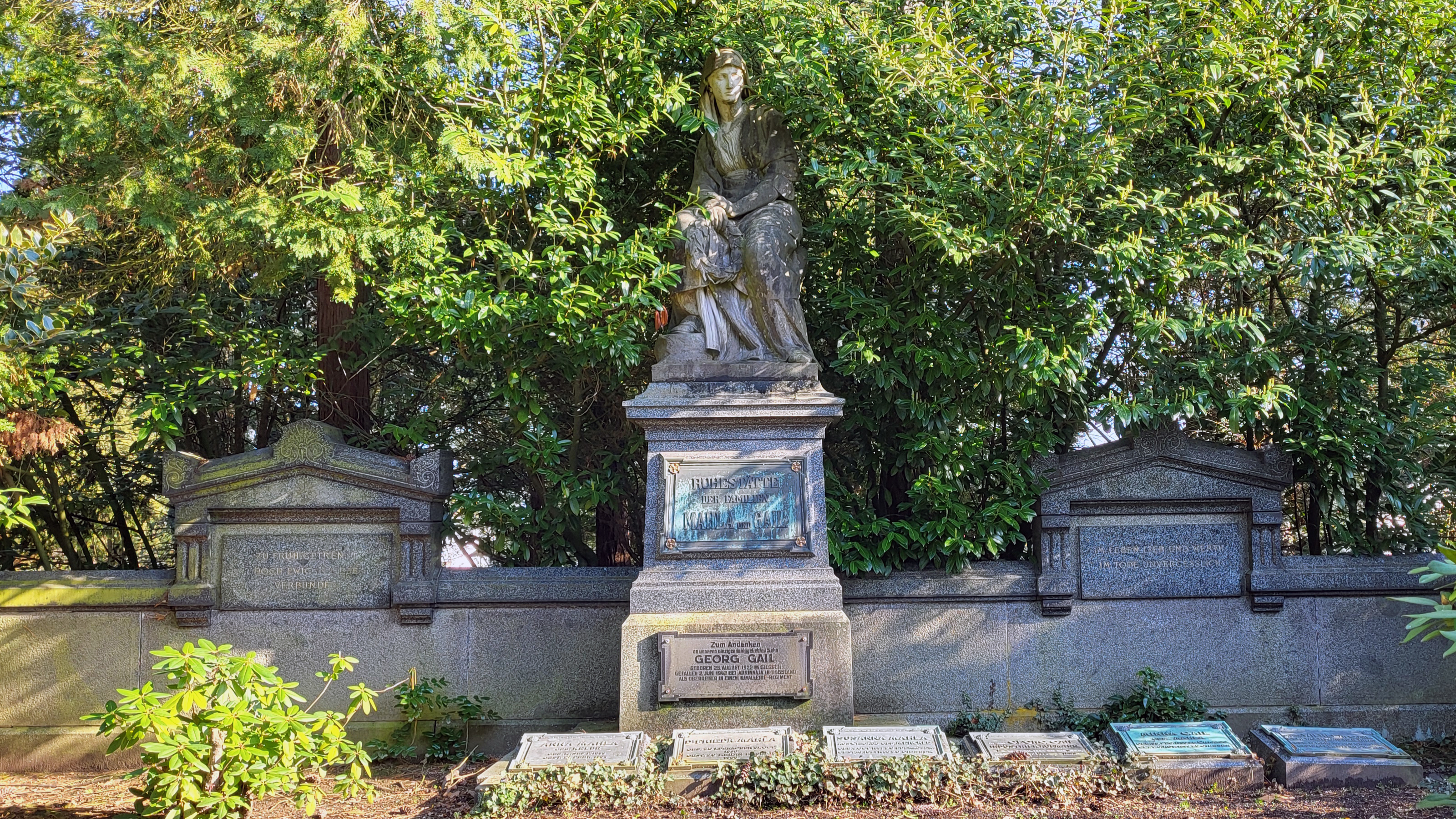
Grabmal der Familie Gail-Mahla auf dem Alten Friedhof in Gießen
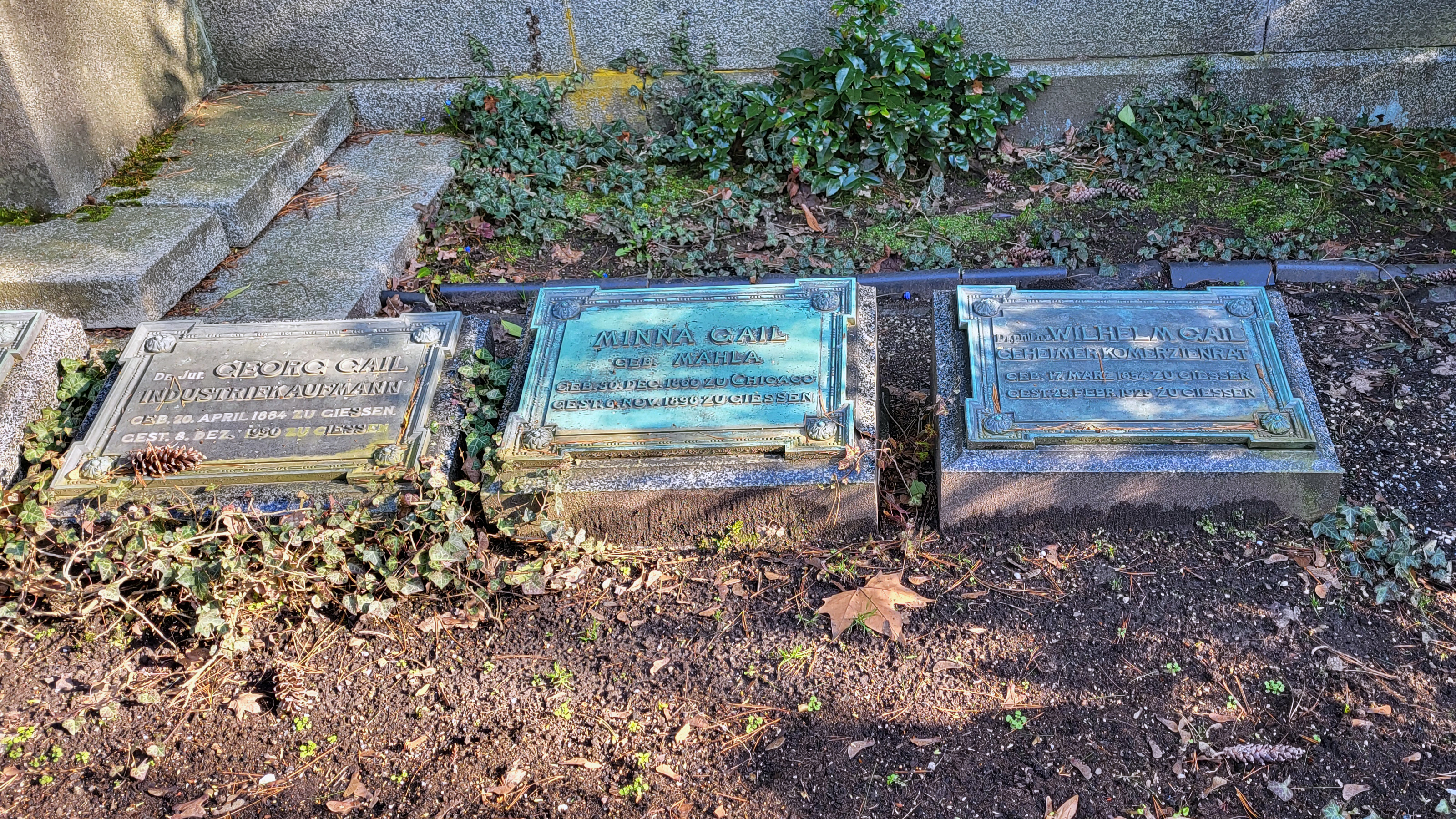
Grabplatten der Familie Gail-Mahla auf dem Alten Friedhof in Gießen